# Kulturhistorische Schule
Die kulturhistorische Schule ist eine Schule in den Humanwissenschaften, die auf eine Gruppe russischer Psychologen und die von ihnen vertretenen Theorien und Ansätze zurückgeht. Protagonisten der kulturhistorischen Schule sind unter anderem Lew Semjonowitsch Wygotski, Alexander Romanowitsch Lurija und Alexei Nikolajewitsch Leontjew.
Die später als „kulturhistorische Schule“ bekannt gewordenen Arbeitszusammenhänge entstanden ab den 1920er-Jahren in der damaligen Sowjetunion. Es handelte sich dabei nicht um eine einheitliche institutionalisierte Schule im engen Sinne, sondern um wechselnde Konstellationen von Forschern mit unterschiedlichen Themenschwerpunkten. Die mittlerweile etablierte Bezeichnung „kulturhistorische Schule“ ist entsprechend kein von den Beteiligten selbst gewählter Terminus. Eine der aus diesen Arbeitszusammenhängen entwickelten Theorien ist die Tätigkeitstheorie.

## Historische Arbeitsfelder
Die Mitglieder des Kreises sowjetischer Wissenschaftler um Lew S. Wygotski, Aleksandr R. Lurija und Aleksei N. Leontjew bildeten in den Jahren ab 1924 unterschiedliche Arbeits- und Forschungskonstellationen. Einzelne dieser personalen und inhaltlichen Zusammenhänge oder auch alle dieser Konstellationen zusammen werden heute als „kulturhistorische Schule“ bezeichnet. Die gemeinsame Arbeit dieser Gruppen fand hauptsächlich in Moskau, später aber auch in Charkow und Leningrad statt. Die jeweiligen Gruppen forschten zu unterschiedlichen, aber inhaltlich verbundenen Arbeitsfeldern.

### Vorgeschichte
Wygotski war vor seinem Umzug nach Moskau in Gomel als Literaturkritiker und Lehrer tätig. Seine Beschäftigung mit literarischen Texten weckte sein Interesse für den Zusammenhang von Sprache und Denken. Als Lehrer hatte er dort auch mit behinderten Kindern zu tun. Beides führte dazu, dass er sich für Psychologie zu interessieren begann.
Lurija interessierte sich vor seiner Zeit in Moskau für Psychoanalyse und leitete einen psychoanalytischen Zirkel in Kasan. 1923 wurde er ans psychologische Institut der 1. Staatlichen Universität Moskau eingeladen. Er übernahm dort die Leitung des von K. N. Kornilow gegründeten Labors, um affektive Reaktionen zu erforschen. In dieser Zeit führte er auch zusammen mit unter anderem A. N. Leontjew Studien mithilfe der Methode der abbildenden bzw. verbundenen Motorik durch.
Leontjew legte bereits sein Studium am psychologischen Institut von Georgi Iwanowitsch Tschelpanow an der 1. Staatlichen Universität Moskau ab. Das Institut wurde 1923 in Moskauer staatliches Institut für experimentelle Psychologie umbenannt, als Tschelpanow vertrieben und durch K. N. Kornilow ersetzt wurde. A. N. Leontjew wurde Lurijas wichtigster Mitarbeiter am Institut und sie publizieren mehrere gemeinsame Arbeiten. Leontjew entwickelte Lurijas Methode aber auch selbständig weiter. 1928 erschien als Ergebnis dieser Arbeit der Text Ein Experiment zur Strukturanalyse von Kettenassoziationsreihen (eine experimentelle Untersuchung).

### Arbeiten zu Sprechen und Denken und zu Reaktionen der Dominante: Wygotski und seine ersten Doktoranden
Nach seinem Umzug nach Moskau arbeitete Wygotski ebenfalls am Institut für experimentelle Psychologie sowie an verschiedenen defektologischen Institutionen. Seine ersten Doktoranden am Institut für experimentelle Psychologie waren L. V. Zankov, I. M. Solov’ev, L. S. Sacharov († 1928) und B. J. Varšava († 1927). Zankov arbeitete vor allem an den Reaktionen der Dominante nach Uchtomskij. Außerdem nutzte er die Unterscheidung zwischen Alltags- und wissenschaftlichen Begriffen, die auf die Arbeit von Sacharov zurückging. Solov’ev beschäftigte sich ebenfalls mit den Reaktionen der Dominante und mit der Beziehung von Sprechen und Denken. Sacharov forschte zur Entwicklung von Begriffen im Kindesalter und entwickelte die Methode der doppelten Stimulierung. Er untersuchte die verallgemeinernde Funktion der Wortbedeutung, was später zur Reformulierung zentraler Konzeptionen der instrumentellen Psychologie führen sollte. Wygotski setzte diese Untersuchung nach Sacharovs Tod mit Ju. V. Kotelova und E. I Paškovskaja fort.

### Arbeiten zur Defektologie
Ein weiterer wichtiger Forschungsbereich, mit dem sich Wygotski und einige seiner Mitarbeiter beschäftigten war die sogenannte „Defektologie“. Mit dem Begriff der Defektologie wurde zu der Zeit traditionellerweise die Wissenschaft bezeichnet, die sich mit Kindern mit verschiedenen geistigen und körperlichen Behinderungen (sogenannten „Defekten“) befasste. Dazu wurden damals insbesondere gehörlose, blinde, sprachbehinderte und geistig behinderte Kinder gerechnet. Wygotski und seine Mitarbeiter vertraten die Sicht, dass weniger die jeweilige Beeinträchtigung selbst problematisch sei, sondern deren soziale Konsequenzen, d. h. der Umgang der Mitmenschen mit behinderten Kindern. Gefordert wurde die Inklusion behinderter Kinder und später außerdem der pädagogische Fokus auf alternative kulturelle Entwicklungsmöglichkeiten, z. B. durch die Brailleschrift oder Gebärdensprachen. In Moskau arbeitete Wygotski im defektologischen Bereich schon seit 1924 mit Daniuševskij zusammen, einem Freund aus Gomel, der ebenfalls in Moskau lebte. Vygotskijs Tätigkeit im Bereich Defektologie war zunächst beim Volkskommissariat für Bildungswesen (NKP, Narkompros) und an der 2. Staatlichen Universität Moskau angesiedelt. 1926 gründete er ein defektologisches Labor an der medizinisch-pädagogischen Abteilung des Volkskommissariats für Bildungswesen, das 1929 zum Institut für Experimentelle Defektologie ausgeweitet wurde. Wygotskis Arbeit im Bereich der Defektologie zog sich durch die gesamte Zeit seines wissenschaftlichen Schaffens und stand immer in enger Verbindung mit seinen anderweitigen theoretischen und methodischen Forschungen. Am Institut für Experimentelle Defektologie arbeitete Wygotski unter anderem mit R. J. Levina und N. G. Morozova (Mitglieder der „Pjatërka“ genannten Gruppe von Wygotskis Studenten) sowie seinen ehemaligen Doktoranden L. V. Zankov und I. M. Solov’ev zusammen. Außerdem gehörten zu dieser Gruppe L. Gešelina, die zum Thema „Visuelles Denken“ forschte, und Ž. I. Šif, die sich mit Begriffsentwicklung beschäftigte, aber erst einige Zeit nach den anderen Mitgliedern der Gruppe vom Pädagogischen Institut Herzen in Leningrad zum Institut für experimentelle Defektologie wechselte.

### Entwicklung der instrumentellen Psychologie: Wygotski, Lurija und Leontjew
Einige Zeit nach Wygotskis Umzug nach Moskau begann eine enge Zusammenarbeit von Lurija, Leontjew und Wygotski. Die drei Psychologen, die sich selbst als „Troika“ bezeichneten, trafen sich wöchentlich in Wygotskis Wohnung und lasen einschlägige Texte zu zentralen psychologischen Themen wie Wahrnehmung, Aufmerksamkeit, Gedächtnis, Sprache, Problemlösen oder Motorik. Ihr Ziel war es, Wygotskis Ansatz der instrumentellen bzw. kulturellen Psychologie als neue und umfassende psychologische Theorie auszuarbeiten und Forschungsdesigns zu entwerfen, mit deren Hilfe der Ansatz weiterentwickelt werden konnte. Zentral war die Annahme, dass die Entwicklung höherer psychischer Funktionen wie willkürliche Aufmerksamkeit oder Handlungsplanung durch die Interiorisierung von historisch und kulturell geformten Werkzeugen bzw. Instrumenten (inklusive psychischer Artefakte wie beispielsweise sprachliche und andere Zeichen) erklärt werden könne. Ab 1928 entstanden einschlägige wissenschaftliche Arbeiten zum instrumentellen bzw. kulturhistorischen Ansatz. Unter anderem reichten Wygotski, Leontjew und Lurija jeweils einen Artikel beim amerikanischen Journal of Genetic Psychology ein, das Luria mit herausgab.
Lurija gründete einen Zirkel mit Studenten der 2. Staatlichen Universität Moskau und diskutierte dort die zentralen Ideen des Ansatzes. Alle Teilnehmer des Zirkels entwickeln experimentelle Methoden zur Erforschung der Entwicklung instrumentellen Verhaltens. Leontjew untersuchte das Gedächtnis als Spezialgebiet mithilfe der von Sacharov entwickelten Methode der doppelten Stimulierung. Diese Forschung hatte sein Buch Die Entwicklung des Gedächtnisses. Eine experimentelle Untersuchung höherer psychischer Funktionen (1931/2001) zum Ergebnis, eine erste umfassende wissenschaftliche Anwendung und repräsentatives Forschungsprojekt des neuen Ansatzes in einem zentralen Gebiet der Psychologie. Wygotski begann Anfang der 1930er Jahre, die Annahmen der instrumentellen Psychologie in Frage zu stellen. Er revidierte die Konzeption vermittelnder psychischer Werkzeuge und gab die Werkzeugmetapher für Sprache auf. Im Gegenzug begann er, sein Interesse auf die soziale Entwicklungssituation des Kindes in der Zusammenarbeit mit anderen Menschen und auf die damit einhergehenden Entwicklungszusammenhänge von Sprechen und Denken zu richten.

### Arbeiten zur instrumentellen Psychologie: Studenten des Instituts für Pädologie und Defektologie in Moskau
In enger Verbindung mit Wygotski, Lurija und Leontjew stand eine Gruppe von Studenten des Instituts für Pädologie und Defektologie an der 2. Staatlichen Universität Moskau, die „Pjatërka“ genannt wurde. Inhaltlicher Fokus der Arbeiten der Studentengruppe waren pädologische und entwicklungspädagogische Fragen und eine experimentelle Ausarbeitung der instrumentellen Psychologie. Zur Gruppe gehörten A. V. Zaporožec, L. I. Božovič, L. S. Slavina, R. J. Levina und N. G. Morozova. Zaporožec befasste sich mit der bewussten Steuerung von motorischem Verhalten bei Kindern. Božovič forschte über die Entwicklung von Imitation bei Kindern, L. S. Slavina wurde später Božovičs Mitarbeiterin. Levina arbeitete auf dem Gebiet der Kinderpsychologie und der Sprachpathologie und führte Untersuchungen zur Planungsfunktion von Sprache durch, für die sie Wolfgang Köhlers „Schimpansen-Aufgaben“ mit Kindern benutzte. Morozova stellte Untersuchungen zu komplexen Entscheidungsprozessen bei jüngeren Kindern an. Die Mitglieder der Gruppe schlossen ihr Studium 1930 ab und bekamen dann Anstellungen in verschiedenen Regionen des Landes. Später arbeiteten Zaporožec und Božovič mit Leontjew in Charkow zusammen, während Levina und Morozova am Institut für experimentelle Defektologie in Moskau arbeiteten, bevor auch Morozova nach Charkow wechselte.

### Arbeiten zu Neurologie und Medizin
In Zusammenhang mit ihrer psychologischen Arbeit interessierten sich Wygotski, Lurija und Leontjew ab den späten 1920er-Jahren zunehmend für Neurologie. Leontjew studierte von 1927 bis 1929 Medizin an der 2. Staatlichen Universität Moskau, Lurija am 1. Moskauer Medizinischen Institut, und Wygotski und Lurija schrieben sich Anfang der 1930er Jahre am Medizinischen Institut in Charkow ein. Alle drei arbeiteten außerdem an der G. I. Rossolimo Klinik für Nervenkrankheiten der 1. Staatlichen Universität Moskau. Wygotski richtete seinen Fokus besonders auf Beobachtungen zu Aphasie, was dazu führte, dass sich Lurija und Wygotski für Arbeiten im Bereich der Sprachwissenschaft zu interessieren begannen. Im klinischen Bereich arbeiteten die Forscher unter anderem mit dem Mediziner und Neurologen M. S. Lebedinskij zusammen, der später zusammen mit Leontjew und zeitweise auch Wygotski und Lurija in Charkow arbeitete. Außerdem führte Wygotski klinische Studien zusammen mit den beiden ehemaligen Studentinnen des Gestaltpsychologen Kurt Lewin G. V. Birenbaum und B. V. Zeigarnik durch.

### Tätigkeitstheorie der Charkower Schule der Psychologie
1931 verlagerte sich die Arbeit der Protagonisten der kulturhistorischen Schule teilweise nach Charkow, die damalige Hauptstadt der Ukrainischen Sozialistischen Sowjetrepublik. Leontjew war im Zuge der Kritik an seinem Buch Die Entwicklung des Gedächtnisses. Eine experimentelle Untersuchung höherer psychischer Funktionen (1931/2001) gezwungen, einige seiner Anstellungen in Moskau aufzugeben. Außerdem wurden einige der Institute geschlossen, an denen die Mitglieder der kulturhistorischen Schule arbeiteten. In Charkow war gerade ein Psychoneurologisches Institut neu gegründet worden, und Wygotski, Lurija und Leontjew wurden eingeladen, dort in leitender Funktion zu arbeiten. Wygotski sollte die Leitung der Sektion für Psychologie übernehmen, trat diese Stelle jedoch nicht an. Er hielt zwar Vorlesungen in Charkow ab, zog aber nicht in die Ukraine, sondern pendelte zwischen Charkow, Moskau und Leningrad. Lurija übernahm zunächst den eigentlich Vygotskij zugedachten Posten der Sektionsleitung für Psychologie, während Leontjew in Charkow unter anderem Leiter der Abteilung für experimentelle am Psychoneurologischen Institut wurde. Weil Lurija bald nach Moskau zurückkehrte, um seine Mittelasien-Expeditionen (1931/1932) vorzubereiten, übernahm Leontjew dann auch die Leitung der Sektion für Psychologie. Neben Leontjew, Wygotski und Luria begannen mehrere andere Mitglieder der bisherigen Moskauer Gruppen, in Charkow zu arbeiten. Außerdem stießen Wissenschaftler aus Charkow zur Gruppe hinzu. Am Psychoneurologischen Institut arbeiteten so von 1931 bis 1934 neben Leontjew, Wygotski und Lurija unter anderem A. V. Zaporožec, L. I. Božovič, T. O. Ginevskaja, M. S. Lebedinskij, P. J. Gal’perin, P. I. Zinčenko, V. I. Asnin und G. D. Lukov. Die Gruppe wird heute als „Charkower Schule der Psychologie“ bezeichnet. Hauptsächlicher Fokus Charkower Schule war die Formulierung der Tätigkeitstheorie unter der Leitung von Leontjew als Weiterentwicklung der instrumentellen Psychologie der Moskauer Zeit. Hauptaussage der Tätigkeitstheorie war, dass nicht die äußere Tätigkeit des Menschen von seinem Bewusstsein abhänge, sondern dass sich das menschliche Bewusstsein andersherum erst durch die gegenständliche Tätigkeit, das heißt durch die praktische Arbeit des Menschen in der Welt bilde. Aus diesem Grund wurde die Arbeit als zentrale Kategorie psychologischer Forschung angenommen. Die Formulierung der Tätigkeitstheorie wurde von Leontjew selbst zunächst als Weiterentwicklung des Wygotskischen Tätigkeitskonzepts verstanden, die mit Wygotskis eigener, sich ebenfalls verändernder Position divergierte. Später betonte Leontjew jedoch, dass es in prinzipiellen Fragen keine Divergenz zwischen seiner und Wygotskis Position gebe. Gegenwärtig wird in der Rezeption der Arbeiten aus dem Zusammenhang kulturhistorischen Schule diskutiert, inwiefern die Tätigkeitstheorie der Charkower Schule mit der in Moskau entwickelten instrumentellen Psychologie sowie mit Wygotskis Arbeiten ab ca. 1931 konzeptionell vereinbar ist. Unabhängig von der Diskussion um die Vereinbarkeit der verschiedenen Theorien gilt jedoch als sicher, dass sowohl Leontjews Tätigkeitstheorie als auch Wygotskis Arbeiten nach ca. 1931 Weiterentwicklungen der auf den Moskauer Forschungen basierenden instrumentellen Psychologie sind.

### Arbeiten zu Sprechen und Denken, Emotionen und Pädologie am Pädagogischen Institut Herzen in Leningrad
Während viele Mitglieder der ehemaligen Moskauer Arbeitsgruppen nach Charkow umsiedelten, entstand auch eine Leningrader Gruppe am dortigen Pädagogischen Institut Herzen. Wygotski forschte und unterrichtete dort ab 1931 bis zu seinem Tod 1934 am Department für Pädologie. Mit ihm zusammen arbeiteten dort unter anderem M. A. Levina, G. E. Konnikova, F. J. Fradkina, Ž. I. Šif und D. B. El’konin. Die hauptsächlichen Forschungsthemen dieser Gruppe spiegelten Wygotskis Revision und Weiterentwicklung seiner Ideen in Bezug auf die instrumentelle Psychologie der Moskauer Zeit wider. Fokus der Gruppe war die Ausarbeitung der Beziehung von Sprechen und Denken, z. B. in Bezug auf Begriffsbildung und die Entwicklung von innerem Sprechen. Darüber hinaus beschäftigte die Gruppe sich mit der psychologischen Rolle von Emotionen, mit dem Zusammenhang von Unterricht und Entwicklung und mit pädologischen Fragen. Wygotskis Doktorandin Šif forschte zur Entwicklung wissenschaftlicher Begriffe bei Kindern. Sie wechselte später an das von Wygotski gegründete Institut für Experimentelle Defektologie nach Moskau. El’konin beschäftigte sich mit der Entwicklung der Rede und mit der Psychologie des Spiels. Trotz der unterschiedlichen inhaltlichen Entwicklungen, Wygotskis Tod 1934 und Repressionen im Zuge der mit dem Pädologie-Dekret von 1936 verschärften Zensur blieben Verbindungen zwischen den Gruppen in Charkow und in Leningrad bestehen. Ein Beispiel für die Zusammenarbeit ist die Betreuung von El’konins Dissertation durch Leontjew.

## Rezeption und Weiterentwicklung

### Bundesrepublik Deutschland
Im Zuge der kognitiven Wende in der US-amerikanischen Psychologie wurden auch in der Bundesrepublik Deutschland Autoren wie Jerome Bruner und Jean Piaget rezipiert. Da Bruner 1962 die erste englischsprachige Übersetzung von Wygotskis Denken und Sprechen (Thought and Language) einleitete und Piaget sie kommentierte, wurde auch Wygotski in der Bundesrepublik bekannt und gelesen. Die deutsche Übersetzung von Denken und Sprechen erschien 1969. Diesen Umständen entsprechend wurde Wygotski in den 1960er-Jahren vor allem als Sprach- und Entwicklungspsychologe wahrgenommen und auch die anderen Protagonisten der kulturhistorischen Schule wurden in den Kontext von Sprach- und Entwicklungspsychologie eingeordnet. Den gesellschaftlichen Rahmen der frühen Rezeption der Arbeiten von Protagonisten der kulturhistorischen Schule, insbesondere Wygotskis, bildete das nicht zuletzt durch den Sputnikschock angestoßene Streben nach einer Optimierung der Gesellschaft. In der Psychologie und Pädagogik der 1960er Jahre in der Bundesrepublik Deutschland äußerte sich dies unter anderem durch einen Fokus auf Wege, die Entwicklung des Kindes zu unterstützen.
Der engere Fokus auf die sprach- und entwicklungspsychologischen Arbeiten von Protagonisten der kulturhistorischen Schule weitete sich in den späten 1960er- und frühen 1970er-Jahren. Im Rahmen der Studentenbewegung der 1960er-Jahre nahm das Interesse an einer marxistischen Theorie für die Psychologie und damit auch an der sowjetischen Psychologie in der Bundesrepublik zu. Nach dem Auflösen der Studentenbewegung wurde jedoch die Notwendigkeit einer Theorie des Subjekts und seiner Entwicklung deutlich. Die Arbeiten aus dem Kreis der kulturhistorischen Schule bildeten eine Möglichkeit, eine solche Theorie zu entwickeln. In diesem Kontext erschien 1973 die deutsche Übersetzung der Probleme der Entwicklung des Psychischen von Leontjew. Die folgende Rezeption und die jeweils spezifische Weiterentwicklung der Arbeiten Leontjews in der Kritischen Psychologie um Klaus Holzkamp und der Handlungsregulationstheorie um Walter Volpert war von Widersprüchen geprägt. Daneben wurden in den 1970er Jahren Lurijas Arbeiten von einer Gruppe von Forschern um Wolfgang Jantzen und Georg Feuser in Bremen im Bereich der Behindertenpädagogik rezipiert.
Vor der Folie globaler Herausforderungen wie Umweltverschmutzung, zunehmender Atomenergie oder dem Übergang ins Informationszeitalter richtete sich die Rezeption der Arbeiten von Protagonisten der kulturhistorischen Schule in den späten 1970er- und frühen 1980er-Jahren auf das Verhältnis des Einzelnen zur Gesellschaft. In diesem Zusammenhang erfolgt eine ganzheitlichere Rezeption der Arbeiten als in den Jahrzehnten zuvor. Der Fokus lag nun stärker auf den theoretischen Grundannahmen und deren Konsequenzen für beispielsweise Psychologie und Pädagogik. Wichtige Arbeitszusammenhänge in den späten 1970er- und frühen 1980er-Jahren, in denen die Arbeiten der kulturhistorischen Schule rezipiert wurden, waren neben der Kritischen Psychologie um Holzkamp, der Handlungsregulationstheorie um Volpert und der Behindertenpädagogik um Feuser und Jantzen im Bereich der Pädagogik die Gruppe um Georg Rückriem an der Hochschule der Künste in Berlin, das Institut für Handlung und Wahrnehmung an der Universität Bremen (Michael Stadler, Theo Wehner), die Landauer Arbeitstreffen zum Thema Handlungstheorie und Psychotherapie und das Institut für Didaktik der Mathematik an der Universität Bielefeld (Michael Otte, Falk Seeger).

### Deutsche Demokratische Republik
In der DDR erschien eine Übersetzung von Wygotskis Denken und Sprechen 1964, 5 Jahre früher als in der BRD. Ende der 1960er Jahre setzte durch z. B. Eberhard Rossa, Rudolf Loschan und Georg Litsche im Bereich Didaktik des naturwissenschaftlichen Unterrichts eine erste Rezeption von Daniil Borissowitsch Elkonin und Wassili Wassiljewitsch Dawydow im Deutschen Pädagogischen Zentralinstitut ein, einem Vorläufer der Akademie der Pädagogischen Wissenschaften.
Die verstärkte Rezeption der Arbeiten aus den Arbeitszusammenhängen der kulturhistorischen Schule begann in den 1970er-Jahren. Hintergrund waren der steigende gesellschaftliche Bedarf an psychologischen Erkenntnissen und die Vorbereitung auf den XXII. Internationalen Kongress für Psychologie, der 1980 in Leipzig stattfand. Im Mittelpunkt der Diskussion stand das Konzept der Tätigkeit. Es wurde vor allem im Bereich der Arbeitspsychologie von Winfried Hacker und Mitarbeitern (Arbeitstätigkeit) und im Bereich der pädagogischen Psychologie von Joachim Lompscher und Adolf Kossakowski (Lerntätigkeit) rezipiert und weiterentwickelt.
In Bezug auf die Lerntätigkeit wurde mit der Unterrichtsstrategie des Aufsteigens vom Abstrakten zum Konkreten von Daniil Borissowitsch Elkonin und Wassili Wassiljewitsch Dawydow gearbeitet. Als Untersuchungsmethode wurde aus den Arbeitszusammenhängen der kulturhistorischen Schule das Ausbildungsexperiment von Wygotski und Rubinstein übernommen.

### USA
Schon in den 1920er- und 1930er-Jahren publizierten Lurija, Wygotski und Leontjew Texte im Journal of Genetic Psychology, zu dessen Herausgebergruppe Lurija zu der Zeit gehörte. 1932 erschien außerdem Lurijas Buch The Nature of Human Conflicts in den USA. Insgesamt war Lurija bis in die frühen 1960er Jahre in den USA der bekannteste Vertreter aus dem Kreis der kulturhistorischen Tradition, obwohl auch seine Arbeiten in den USA nicht in größerem Maße rezipiert wurden.
Bis zum Ende der 1950er Jahre gab es in den USA faktisch keine weitere Rezeption von Protagonisten der kulturhistorischen Schule.
In den frühen 1960er-Jahren kam es auf Lurijas Initiative zur Publikation der ersten englischen Übersetzung von Wygotskis Denken und Sprechen als Thought and Language (1962). Lurija selbst wurde in den USA zu dieser Zeit vor allem als Neuropsychologe wahrgenommen.
1969 übernahm Michael Cole die Herausgabe des Journals Soviet Psychology von Dan Slobin. Dort wurden nun vermehrt auch ältere Texte der sowjetischen Psychologie, unter anderem auch von Protagonisten der kulturhistorischen Schule, publiziert. Außerdem fanden Besuche von US-amerikanischen Studenten und Wissenschaftlern in die Sowjetunion statt, als deren Folge eine Reihe von englischen Übersetzungen der Arbeiten der kulturhistorischen Schule, insbesondere Lurijas, entstanden.
Ein Schlüsselereignis für die Rezeption und Verbreitung der Konzeptionen der kulturhistorischen Schule stellte 1978 die Publikation von Mind in Society unter dem Namen Wygotskis dar. Heute gilt das Werk als nicht den wissenschaftlichen Standards entsprechend, denn der publizierte Text wurde gekürzt, neu zusammengestellt und enthält Fehler. In den späten 1970er-Jahren löste dieses Buch jedoch einen starken Fokus auf Wygotski aus, der unter anderem dazu beitrug, dass Wygotski bis heute oft als der alleinige Denker der kulturhistorischen Schule wahrgenommen wird. In der Folge entstanden eine Reihe von Publikationen, die sich unter dem Stichwort socio-cultural auf einen eingeschränkten Zeitraum der Zusammenarbeit von Wygotski und Lurija beziehen, der als instrumentelle Phase bezeichnet werden kann. Leontjew und weitere Autoren aus dem Kreis der kulturhistorischen Schule wurden bis in die Mitte der 1980er Jahre nur von wenigen ‚Insidern’ rezipiert.
In der Mitte der 1980er Jahre rückte der Begriff der Tätigkeit (engl. activity) in den Blick und die Rezeption der Arbeiten der kulturhistorischen Schule richtete sich nun auch auf Leontjew. Besonders wichtig sind in diesem Zusammenhang die Arbeiten von Norris Minick, Alex Kozulin und James Wertsch. Außerdem verstärkte sich ab der Mitte der 1980er Jahre der internationale Kontakt zwischen Forschern in der Tradition der kulturhistorischen Schule in den USA und anderen Ländern. Wichtiges Publikationsorgan dieser Zeit ist der Newsletter of the Laboratory of Comparative Human Cognition.

### Skandinavien
Dänemark ist als Vorreiter der Rezeption von Arbeiten aus dem Kreis der kulturhistorischen Schule in Skandinavien zu betrachten, insbesondere was die Übersetzung russischer Texte betrifft. 1971 erschien direkt aus dem Russischen übersetzt Wygotskis Denken und Sprechen, 1977 Leontjews Probleme der Entwicklung des Psychischen und Lurijas Kognitive Entwicklung und 1982 Leontjews Tätigkeit, Bewusstsein, Persönlichkeit. Die dänischen Übersetzungen wurden auch von norwegischen, schwedischen und finnischen Kollegen gelesen. Auf die Arbeiten der kulturhistorischen Schule bezogen sich ab den 1970er-Jahren in Dänemark vor allem Forscher um Mariane Hedegaard im Bereich Entwicklungspsychologie und Unterricht. Insbesondere Dawydows Theorie wurde hier aufgenommen. Kritische psychologische Forschung führte Ole Dreier durch.
Finnland nahm aufgrund seiner besonderen Beziehung zu der Sowjetunion durch den finnisch-sowjetischen Freundschaftsvertrag von 1948 eine von den anderen skandinavischen Ländern verschiedene Stellung ein. Schon ab den 1970er-Jahren fand ein Austausch mit Wissenschaftlern aus der Sowjetunion statt. In den 1980er-Jahren entwickelten sich zwei Rezeptionsbereiche, in denen Arbeiten der kulturhistorischen Schule weiterentwickelt wurden: zum einen die von Dawydow beeinflusste Unterrichtspsychologie um Pentti Hakkarainen, zum anderen die entwicklungsbezogene Arbeitsforschung in Anlehnung an Leontjew durch die Gruppe um den Arbeitspsychologen Yrjö Engeström.
In Norwegen bezogen sich einerseits der Soziologe Regi Enerstvedt auf Leontjew, andererseits entwickelten sowohl der Sprachpsychologe Ragnar Rommetveit als auch der Entwicklungspsychologe Karsten Hundeide ihre Ansätze zur Intersubjektivität unter anderem mit Bezug auf Wygotski.
Für Schweden ist besonders Lars-Christer Hydén zu nennen, der einige Arbeiten aus dem Kreis der kulturhistorischen Schule in Übersetzungen und Anthologien herausbrachte und der skandinavischen Forschungsgemeinschaft zugänglich machte.

### Internationale Kooperationen
In den frühen 1980er-Jahren bildeten sich unabhängig voneinander die International Society for Cultural Research and Activity Theory (ISCRAT) und die Conference for Sociocultural Research. Beide Organisationen hatten zum Ziel, den wissenschaftlichen Austausch über die kulturhistorischen, soziokulturellen und tätigkeitstheoretischen Ansätze zu fördern, welche sich auf verschiedene Protagonisten, Arbeitsgruppen und Forschungsthemen aus dem Kreis der kulturhistorischen Schule bezogen. Die Konferenzen und Kongresse der beiden Organisationen wurden von Wissenschaftlern aus fünf Kontinenten besucht. Im Juni 2002 wurden die beiden Organisationen offiziell zur Internationalen Gesellschaft für Kultur- und Tätigkeitforschung (International Society for Cultural and Activity Research, ISCAR) zusammengeschlossen. Seitdem finden alle drei Jahre internationale Kongresse statt, auf denen aktuelle Entwicklungen mit Rezeptionsbezug zu den Forschern der kulturhistorischen Schule vorgestellt und diskutiert werden.

## Aktuelle Forschungs- und Anwendungsfelder in der Tradition der kulturhistorischen Schule in Deutschland
Die Arbeiten von Protagonisten der kulturhistorischen Schule werden in Deutschland in unterschiedlichen Forschungs- und Anwendungsfeldern rezipiert und weiterentwickelt.
Manche der Forschungsrichtungen haben die Geschichte der kulturhistorischen Schule sowie deren historische und aktuelle philosophische und wissenschaftstheoretischen Aussagen zum Gegenstand. Wissenschaftshistorische Forschung zu den Arbeitszusammenhängen der kulturhistorischen Schule wird unter anderem von Peter Keiler (Emeritus, Freie Universität Berlin), Alexandre Métraux (Universität Mannheim) und Georg Rückriem (Emeritus, Universität der Künste Berlin) betrieben. Mit dem Selbstverständnis und der Methodologie der kulturhistorischen Schule sowie mit politisch-philosophischen, wissenschaftstheoretischen und epistemologischen Fragen beschäftigen sich beispielsweise Christian Dahme (ehem. Humboldt-Universität Berlin), Janette Friedrich (Universität Genf), Manfred Holodynski (Universität Münster), Georg Litsche (Berlin), Michael Otte (Emeritus, Universität Bielefeld), Georg Rückriem (Emeritus, Universität der Künste Berlin) und Volker Schürmann (Deutsche Sporthochschule Köln).
Andere aktuelle Forschungs- und Anwendungsgebiete stehen in engem Bezug zu den historischen Arbeitsfeldern von Protagonisten der kulturhistorischen Schule wie Pädologie und Entwicklungspsychologie, Sprechen und Denken, Defektologie oder Neurologie. Solche theoretischen und praktischen Arbeiten stehen zwar in der Tradition der kulturhistorischen Schule, verbinden diese Tradition aber auch mit anderen Theorien und Methoden und entwickeln daraus teilweise eigene Ansätze. Im Rahmen der Entwicklungspsychologie und den damit verbundenen Themen Kindheit und Jugend und Lernen und Entwicklung arbeiten u. a. Bernd Fichtner (Universität Siegen), Michael Herschelmann (Oldenburg), Manfred Holodynski (Universität Münster), Martin Hildebrand-Nilshon (Emeritus, Freie Universität Berlin), Reimer Kornmann (Emeritus, Pädagogische Hochschule Heidelberg), Margarete Liebrand (Hamburg) und Michael Tomasello (Max-Planck-Institut für evolutionäre Anthropologie Leipzig) unter Bezug auf Konzepte aus dem Kontext der kulturhistorischen Schule. Mit dem Thema Spiel aus kulturhistorischer Perspektive beschäftigen sich beispielsweise Rolf Oerter (Emeritus, Ludwig-Maximilians-Universität München) und Wolfgang Wörster (Wiehl). Lehr-Lern- und didaktische Forschung, auch mit dem Schwerpunkt Inklusion, wird u. a. von Hartmut Giest (Universität Potsdam) und Olga Graumann (Universität Hildesheim) mit Bezug auf die Arbeiten aus dem Kreis der kulturhistorische Schule betrieben. In den Bereichen Spracherwerb und -entwicklung, Sprachtheorie und Sprachpsychologie bzw. Psycholinguistik arbeiten z. B. Marie-Cécile Bertau (Ludwig-Maximilians-Universität München), Carolin Demuth (Aalborg University), Andrea Karsten (Universität Paderborn) und Anke Werani (Ludwig-Maximilians-Universität München) kulturhistorisch fundiert. Zum Thema Menschen mit Behinderung forschen und arbeiten beispielsweise Georg Feuser (Emeritus, Universität Bremen), Bodo Frank (Universität Hannover), Wolfgang Jantzen (Emeritus, Universität Bremen), Manfred Jödecke (Hochschule Zittau/Görlitz), Ulrike Lüdtke (Universität Hannover), Christel Manske (Hamburg), Hans-Jürgen Pitsch (ehem. Universität Luxemburg) und André Frank Zimpel (Universität Hamburg) unter Bezug auf die Theorien der kulturhistorischen Schule. Kulturvergleichende und ethnologische Arbeiten mit kulturhistorischer Fundierung werden u. a. von Carolin Demuth (Universität Osnabrück), Georg Litsche (Berlin), Birgitt Röttger-Rössler (Freie Universität Berlin) und Volker Schürmann (Deutsche Sporthochschule Köln) durchgeführt. Im Bereich der Arbeitspsychologie und Arbeitsforschung beziehen sich beispielsweise Winfried Hacker (Emeritus, Technische Universität Dresden), Jeannette Hemmecke (Fachhochschule Oberösterreich) und Theo Wehner (Eidgenössische Technische Hochschule Zürich) auf die Tradition der kulturhistorischen Schule.
Einige Forschungs- und Anwendungsfelder entwickeln die Theorien und Methoden aus dem Kontext der kulturhistorischen Schule auch in Richtungen weiter, die von den Protagonisten der kulturhistorischen Schule kaum oder überhaupt nicht bearbeitet wurden. Beispiele sind Arbeiten im Bereich der Sportwissenschaft (z. B. Volker Schürmann, Deutsche Sporthochschule Köln; Denise Temme, Deutsche Sporthochschule Köln) oder der Informatik (Christian Dahme, ehem. Humboldt-Universität Berlin).

## Wichtige Begriffe und Konzepte

### Interiorisierung
Ein wichtiges entwicklungspsychologisches Konzept ist das der Interiorisierung. Wygotski nahm an, dass kulturell geprägte höhere psychische Funktionen sich aus natürlichen psychischen Funktionen entwickelten. Grundlegender Mechanismus für diese Entwicklung ist das Nach-innen-Wachsen sogenannter psychischer Werkzeuge, insbesondere von Sprache. Interiorisierung bedeutet also, dass aus einer äußeren, zwischenmenschlichen Tätigkeit eine innere Tätigkeit wird, mit deren Hilfe das Kind sein Verhalten steuert. Ein viele zitierte Passage Wygotskis hierzu lautet: „Jede Funktion tritt in der kulturellen Entwicklung des Kindes zweimal, nämlich auf zwei Ebenen, in Erscheinung – zunächst auf der gesellschaftlichen, dann auf der psychischen Ebene (also zunächst zwischenmenschlich als interpsychische, dann innerhalb des Kindes als intrapsychische Kategorie).“

### Zone der nächsten Entwicklung
Ein für die Pädagogik und speziell für die Didaktik zentrales und viel zitiertes Konzept Wygotskis ist die Zone der nächsten Entwicklung. Wygotski entwickelte dieses Konzept in seiner Beschäftigung mit der Beziehung zwischen Unterricht und der Entwicklung des Kindes. Wygotski war der Meinung, dass Unterricht auf die Entwicklung des Kindes abgestimmt sein müsse. Allerdings müssen hierfür zwei Entwicklungsniveaus bestimmt werden: erstens das Niveau der aktuellen Entwicklung des Kindes, was dadurch bestimmt ist, was das Kind allein leisten kann, und zweitens das Niveau, das es in Zusammenarbeit mit einem Erwachsenen oder einem anderen Kind erreicht. Den Abstand zwischen diesen beiden Entwicklungsniveaus (alleine vs. in Zusammenarbeit) nannte Vygotskij die Zone der nächsten Entwicklung.
Unterricht hat sich nach Wygotski nicht allein am Niveau der aktuellen Entwicklung, sondern stets an der Zone der nächsten Entwicklung zu orientieren und das Lernen in einen sinnhaften sozialen Zusammenhang einzubinden. Grund hierfür ist, dass das Kind das, was es in sozialen Situationen und in Zusammenarbeit mit anderen lernt, später selbständig ausführen kann.

### Tätigkeit
Der Begriff der Tätigkeit (russ. deyatelnost) wurde von Wygotski im Rahmen seiner instrumentellen Psychologie verwendet. In den Texten Die instrumentelle Methode in der Psychologie und Die Geschichte der höheren psychischen Funktionen entwickelte Wygotski den Begriff der psychischen Werkzeuge (alle Arten von Zeichen wie sprachliche Zeichen, mnemotechnische Mittel, Zahlen etc.) in Analogie zu technischen Werkzeugen. Beide Arten von Werkzeugen schieben sich laut Wygotski „als Mittelglied zwischen die Tätigkeit des Menschen und das äußere Objekt“. Allerdings verändern technische Werkzeuge Wygotski zufolge äußere Objekte im Prozess der Tätigkeit und Arbeit, während psychische Werkzeuge auf die Psyche und das Verhalten wirken und am äußeren Objekt nichts verändern. Wygotskis bezog seinen in diesem Zusammenhang verwendeten Begriff der Tätigkeit auf Karl Marx.
A.N. Leontjew griff den so von Wygotski verwendeten Begriff der Tätigkeit auf und entwickelte daraus sein Konzept der gegenständlichen Tätigkeit. Er beschäftigte sich in Probleme der Entwicklung des Psychischen mit einer spezifisch menschlichen Form der Tätigkeit, nämlich der Arbeitsteilung. In seinem Buch Tätigkeit – Bewusstsein – Persönlichkeit traf Leontjew eine wesentliche begriffliche Differenzierung. Er unterschied die Ebene der Tätigkeit (Gesamtprozess, vollständiger Arbeitsprozess wie beispielsweise das Jagen) von der Ebene der Handlungen (Teilaufgaben wie das Treiben der Herde) und von der Ebene der Operationen (Handgriffe, instrumentelle Fertigkeiten).

### Primärtexte
- Wygotski, L.S. (1976). Die Psychologie der Kunst. Aus dem Russischen übertragen von Helmut Barth. Dresden: Verlag der Kunst.
- Vygotskij, L.S. (1992). Geschichte der höheren psychischen Funktionen. Münster: Lit.
- Vygotskij, L.S. (1996). Die Lehre von den Emotionen. Eine psychologiehistorische Untersuchung. Wissenschaftlich bearbeitet und mit einer Einführung von Alexandre Métraux. Münster: Lit.
- Vygotskij, L.S. (1934/2002). Denken und Sprechen. Herausgegeben und aus dem Russischen übersetzt von Joachim Lompscher und Georg Rückriem. Weinheim und Basel: Beltz.
- Vygotskij, L.S. (2003). Ausgewählte Schriften. Band 1. Herausgegeben von Joachim Lompscher. Berlin: Lehmanns Media.
- Vygotskij, L.S. (2003). Ausgewählte Schriften. Band 2. Herausgegeben von Joachim Lompscher. Berlin: Lehmans Media.
- Vygotskij, L.S. (2009). Briefe / Letters - 1924-1934. Herausgegeben von Georg Rückriem. Berlin: Lehmanns Media.
- Vygotskij, L.S. (2011). Vorlesungen über Psychologie. Herausgegeben von Georg Rückriem. Berlin: Lehmanns Media.
- Lurija, A.R. (1982). Sprache und Bewußtsein. Köln: Pahl-Rugenstein.
- Lurija, A.R. (1986). Die historische Bedingtheit individueller Erkenntnisprozesse. Weinheim: VCH.
- Lurija, A.R. (1991). Der Mann, dessen Welt in Scherben ging. Zwei neurologische Geschichten. Mit einer Einführung von Oliver Sacks. Deutsch von Barbara Heitkam. Reinbek bei Hamburg: Rowohlt.
- Lurija, A.R. (1992). Das Gehirn in Aktion. Einführung in die Neuropsychologie. Reinbek bei Hamburg: Rowohlt.
- Lurija, A.R. (1993). Romantische Wissenschaft. Forschungen im Grenzbezirk von Seele und Gehirn. Mit einem Essay von Oliver Sacks. Übertragen und mit Anmerkungen versehen von Alexandre Métraux. Reinbek bei Hamburg: Rowohlt.
- Lurija, A.R. (2002). Kulturhistorische Humanwissenschaft. Ausgewählte Schriften. Herausgegeben von Wolfgang Jantzen. Berlin: Lehmans Media.
- Leontjew, A.N. (1964). Probleme der Entwicklung des Psychischen. Berlin: Volk und Wissen.
- Leont'ev, A.N. (2001). Frühschriften. Herausgegeben von Georg Rückriem. Berlin: Lehmanns Media.
- Leont'ev, A.N. (2006). Frühe Schriften. Band 2. Herausgegeben von Georg Rückriem. Berlin: Lehmanns Media.
- Leont'ev, A.N. (2012). Tätigkeit – Bewusstsein – Persönlichkeit. Herausgegeben von Georg Rückriem, übersetzt von Elena Hoffmann. Berlin: Lehmanns Media.
- El'konin, D.B. (2010). Psychologie des Spiels. Herausgegeben von Birger Siebert und Georg Rückriem. Berlin: Lehmanns Media.

### Sekundärtexte
- Giest, H. und Lompscher, J. (2006). Lerntätigkeit - Lernen aus kultur-historischer Perspektive. Ein Beitrag zur Entwicklung einer neuen Lernkultur im Unterricht. Berlin: Lehmanns Media.
- Jantzen, W. (2008). Kulturhistorische Psychologie heute. Methodische Erkundungen zu L.S.Vygotskij. Berlin: Lehmanns Media.
- Jantzen, W. (Hrsg.) (2004). Gehirn, Geschichte und Gesellschaft. Die Neurophysiologie Alexander R. Lurijas (1902-1977). Berlin: Lehmanns Media.
- Jantzen, W. (Hrsg.) (2004). Die Schule Gal'perins. Tätigkeitstheoretische Beiträge zum Begriffserwerb im Vor- und Grundschulalter. Berlin: Lehmanns Media.
- Keiler, P. (2012). "Kulturhistorische Theorie" und "Kulturhistorische Schule": Vom Mythos (Zurück) zur Wirklichkeit. Institut für kritische Theorie.
- Keiler, P. (2002). Lev Vygotskij. Ein Leben für die Psychologie. Weinheim und Basel: Beltz.
- Kölbl, C. (2006). Die Psychologie der kulturhistorischen Schule. Vygotskij, Lurija, Leont'ev. Göttingen: Vandenhoeck & Ruprecht, ISBN 3-525-45030-3 (Psychologische Diskurse).
- Papadopoulos, D. (2010). L.S. Wygotski. Werk und Rezeption. Berlin: Lehmanns Media.
- Vygodskaja, G.L. und Lifanova, T.M. (2000). Lev Semjonovič Vygotskij. Leben - Tätigkeit - Persönlichkeit. Herausgegeben von Joachim Lompscher und Georg Rückriem. Hamburg: Dr. Kovač.
- Yasnitsky, A. (2012). Eine Geschichte der kulturhistorischen Gestalt-Psychologie: Vygotskij, Lurija, Koffka, Lewin und andere (PDF; 187 kB). PsyAnima, Dubna Psychological Journal, 5(1), 102–105.